# 谷岡竜平
谷岡 竜平（たにおか たっぺい、1996年3月21日 - ）は、埼玉県和光市出身の元プロ野球選手（投手、右投右打）。

## 経歴

### プロ入り前
父の影響で8歳から白小クラブ（和光市）で野球を始める。中学時代は和光リトルシニアに所属していた。
成立学園高等学校に進学した。同校の2年生となった2012年の第94回全国高等学校野球選手権大会に出場した。
高校卒業後は東芝に入社。2年目の都市対抗野球大会で白星を挙げ、3年目の西関東予選でも主戦でチームの8年連続出場に貢献。東芝には3年間在籍した。背番号は29だった。
2016年10月20日に行われたドラフト会議では、読売ジャイアンツから3位指名を受け、契約金6000万円、年俸1000万円で入団に合意した。背番号は40。担当スカウトは青木高広。

### 巨人時代
2017年、オープン戦の途中で一軍に昇格すると、オープン戦初登板となった3月8日の中日ドラゴンズ戦で1回無失点の好投を見せ、ドラフト4位の池田駿と共に開幕一軍入り。4月1日の中日ドラゴンズ戦でプロ初登板し、2回を無失点に抑える。4月13日に一軍出場選手登録を抹消された。二軍公式戦においては、33試合に登板し、4勝2敗、防御率2.98の成績を残す。11月25日から台湾で開催されたアジアウインターベースボールリーグに、NPBイースタン選抜として出場。オフに、160万円減の推定年俸840万円で契約を更改した。
2018年、2年連続で開幕一軍入り。5月30日の北海道日本ハムファイターズ戦に4回から登板し、1回1/3を無失点に抑えてプロ初勝利を挙げた。その後も中継ぎとして登板を重ね、最終的に25試合に登板し、2勝1敗2ホールド、防御率5.76を記録。オフに、660万円増の推定年俸1500万円で契約を更改した。
2019年は春季キャンプの一軍メンバー入りが内定していたものの、直前の自主トレ中にブルペン入りした際に右肩を負傷し、病院で右肩関節唇損傷と診断された。手術せずに保存療法で復帰を目指すも状態が上がらず9月24日に右肩ベネット骨棘切除術を受けた。リハビリに時間を要する見込みとなったことから、10月1日に育成選手への移行を前提とした自由契約が通達された。11月21日、500万円減の推定年俸1000万円で育成選手として再契約した。背番号は013に変更された。
2020年はシーズンの大半をリハビリに費やし、8月24日、三軍の東京国際大学とのプロ・アマ交流戦で実戦復帰。その後、9月30日のイースタン・リーグ、東北楽天戦で2年ぶりに公式戦に復帰登板を果たした。オフに、175万円減の推定年俸825万円で契約を更改。背番号が040に変更された。
2021年はイースタン・リーグ公式戦38試合に登板し、防御率1.30と好成績を維持していたが、シーズン中の支配下登録とはならなかった。オフに制度上、一度自由契約となったが、12月9日に10万円増の推定年俸835万円で育成選手として再契約した。
2022年は春季キャンプを一軍で迎え、オープン戦にも登板。開幕後はイースタン・リーグ公式戦18試合に登板し、4セーブ、防御率1.59と好成績を残していたが、戦線を離脱。5月30日に神奈川県内の病院で右肘のクリーニング術を受け、故障班に合流してリハビリを進めることとなった。
2023年はイースタン・リーグ公式戦10試合に登板し、1勝1敗、防御率3.72の成績だった。シーズン途中から体調の異変を感じ、前かがみになると腹の右側が痺れるような感覚を覚え、夏頃には脚にも痺れが生じ、軸足でプレートを蹴れなくなっていた。10月3日に東京都内の病院で、国指定の難病である黄色靭帯骨化症の手術（左右胸椎黄色靭帯切除および椎弓切除術）を受けたことが公表された。10月23日に球団から戦力外通告を受け、翌日には現役引退を決断した。

### 現役引退後
2024年からはジャイアンツ寮の副寮長となる。

## 選手としての特徴・人物
最速150km/hのストレートや、ツーシームファストを投げ、フォークボールもあり、スライダーでも空振りを取れるとされている。

## 詳細情報

### 年度別投手成績
| 年 度     | 球 団     | 登 板 | 先 発 | 完 投 | 完 封 | 無 四 球 | 勝 利 | 敗 戦 | セ 丨 ブ | ホ 丨 ル ド | 勝 率 | 打 者 | 投 球 回 | 被 安 打 | 被 本 塁 打 | 与 四 球 | 敬 遠 | 与 死 球 | 奪 三 振 | 暴 投 | ボ 丨 ク | 失 点 | 自 責 点 | 防 御 率 | W H I P |
| --------- | --------- | ----- | ----- | ----- | ----- | -------- | ----- | ----- | -------- | ----------- | ----- | ----- | -------- | -------- | ----------- | -------- | ----- | -------- | -------- | ----- | -------- | ----- | -------- | -------- | ------- |
| 2017      | 巨人      | 5     | 1     | 0     | 0     | 0        | 0     | 1     | 0        | 0           | .000  | 36    | 6.0      | 12       | 1           | 8        | 0     | 0        | 7        | 1     | 0        | 8     | 8        | 12.00    | 3.33    |
| 2018      | 巨人      | 25    | 0     | 0     | 0     | 0        | 2     | 1     | 0        | 2           | .667  | 117   | 25.0     | 26       | 1           | 16       | 2     | 0        | 25       | 4     | 0        | 17    | 16       | 5.76     | 1.68    |
| 通算：2年 | 通算：2年 | 30    | 1     | 0     | 0     | 0        | 2     | 2     | 0        | 2           | .500  | 153   | 31.0     | 38       | 2           | 24       | 2     | 0        | 32       | 5     | 0        | 25    | 24       | 6.97     | 2.00    |

### 年度別守備成績
| 年 度 | 球 団 | 投手  | 投手  | 投手  | 投手  | 投手  | 投手     |
| 年 度 | 球 団 | 試 合 | 刺 殺 | 補 殺 | 失 策 | 併 殺 | 守 備 率 |
| ----- | ----- | ----- | ----- | ----- | ----- | ----- | -------- |
| 2017  | 巨人  | 5     | 0     | 2     | 0     | 1     | 1.000    |
| 2018  | 巨人  | 25    | 2     | 5     | 1     | 0     | .875     |
| 通算  | 通算  | 30    | 2     | 7     | 1     | 1     | .900     |

### 記録
初記録
- 初登板：2017年4月1日、対中日ドラゴンズ2回戦（東京ドーム）、6回表に2番手で救援登板、2回無失点
- 初奪三振：同上、6回表に平田良介から空振り三振
- 初先発：2017年8月26日、対阪神タイガース18回戦（東京ドーム）、3回5失点で敗戦投手
- 初勝利：2018年5月30日、対北海道日本ハムファイターズ2回戦（東京ドーム）、4回表に3番手として救援登板、1回1/3 無失点
- 初ホールド：2018年6月2日、対オリックス・バファローズ2回戦（京セラドーム大阪）、6回裏一死から2番手で救援登板、2/3回無失点

### 背番号
- 40（2017年 - 2019年）
- 013（2020年）
- 040（2021年 - 2023年）

### 登場曲
- 「名もなき詩」 Mr.Children（2017年 - 2023年）